# Грајмс
Клер Елис Буше (фр. Claire Elise Boucher; Ванкувер, 17. март 1988), познатија под псеудонимом Грајмс (енгл. Grimes), канадска је уметница и музичарка. Клер је експерименталну музику почела да снима још док је ишла на Универзитет Макгрил у Монтреалу, где се упознала са подземном сценом индустријалне и електронске музике, која ју је заинтересовала.
Године 2010. издала је дебитантски албум Geidi Primes, под окриљем монтреалске издавачке куће Арбутус рекордс. Исте године је издала и албум Halfaxa. Крајем 2011, Арбутус, удружен са Форејди рекордсом, издаје Грајмсин трећи албум — Visions. Критика је добро оценила тај албум па га је Њујорк тајмс похвалио као један од најупечатљивијих албума године.
Жанрови музике коју Бушеова изводи веома су различити, а укључују гласовне елементе са различитим инструменталним утицајима. Неки од утицаја потичу из индустријалне, електронске, поп, хип хоп музике, савременог ритма и блуза, нојз рока, као и средњовековне музике и психоделије. Сем независних албума, заједно са Деоном је 2011. издала и Darkbloom.
Године 2013. добила је награду Вебија за најбољу уметницу године, као и награду Џуно за најбољи електронски албум године.

## Биографија
Бушеова је рођена и одрасла у Ванкуверу, Британској Колумбији. Франкоканадског је, украјинског и британског порекла. Завршила је Средњу школу „Лорд Бинг“, а после тога студирала балет 11 година.
Са 18 година, Клер се преселила у Монтреал, како би похађала Универзитет Макгрил. Испрва је студирала руску књижевност, а затим и неуронауке. Током студија је почела да снима песме под именом Грајмс. Како је постајала све посвећенија музици, одсуствовала је са већине предавања, па је избачена са факултета. Посећивала је концерте локалних експерименталних музичара, одржаване у напуштеној фабрици текстила. Њен полубрат, репер Џеј Ворти, помогао јој је у издавању албума.
Грајмс и њен тадашњи дечко из Тенесија су 2009. направили кућу на сплаву, којом су намеравали да отплове низ Мисисипи, са путањом од Минеаполиса до Њу Орлеанса. На пут су понели кокошке, писаћу машину, девет килограма кромпира и Авантуре Хаклберија Фина, књигу Марка Твена. Међутим, кокошке су се заразиле вирусом источног коњског енцефалитиса. Сем тога, дошло је до проблема са мотором, па је пут обустављен, а полиција Минесоте је запленила пловећу кућу.

## Каријера
Грајмсин дебитантски албум, Geidi Primes, издао је на касети 2010. Арбутус рекордс. Касније исте године, издат је и други албум Halfaxa. Следеће године, издат је и трећи албум, овај пут заједнички са Деоном, назван Darkbloom. Маја 2011, Грајмс је сарађивала са шведском певачицом Лике Ли, која је тада била на северноамеричкој турнеји, а њен први албум је поново издат у августу под окриљем Ноу пејн ин поп рекордса, али овог пута на компакт диску и плочи. Такође 2011, учествовала је у снимању сингла Dream World групе Меџикал клаудз, а сарађивала је и са ди-џејом Блад дајмондсом.
Клер је јануара 2012. на свом налогу на Твитеру објавила да је потписала уговор са издавачком кућон Форејди, под окриљем које је следећег месеца у САД издала трећи независни албум Visions. Арбутус је у марту издао исти албум у Канади и остатку света. Албум је сврстан у категорију најбоље нове музике. Најзапаженије песме са албума су Genesis и Oblivion.
Грајмс је стварање последњег албума описала као подједнак ужитак и мучење, али осећа да је чињеница да је осмишљавање било тешко један од разлога за успех албума. Присећа се да га је снимала у својој соби у Монтреалу, и да је у појединим тренуцима плакала и хтела да одустане. Тврди да је песме писала након што је девет дана провела сама, без хране и сна, јер након девет дана нестане стимулације, па подсвест почиње да испуњава празнину. Почела сам да осећам како каналишем духове. Била сам убеђена да је моја музика Божји дар. Као да сам тачно знала шта следеће да урадим; као да су песме већ биле написане.

## Музички стил
Музика коју Грајмс изводи је разноврсна, од електронске до дарквејва. Како сама Бушеова каже, њен спој музичких праваца може се назвати АДД музиком, од енглеског израза за поремећај недостатка пажње. Такође наглашава да се он стално обликује и да у њеном стварању постоје фазе. Њена музика најсличнија је оној исландске певачице Бјерк и Иркиње Еније. Додатно, описана је и као ванземаљско дете Афекс твина и Абе. Гардијан је у кратким цртама њен стил описао следећом реченицом: Тиме што помало звучи на све што сте икада чули, цео звук је нешто што сигурно никада нисте.
Судећи по Клериним изјавама, она је као двадесетогодишњакиња схватила како да ствара музику, што јој је омогућило да почне са снимањем и експериментисањем са истом. Једног дана, док сам слушала музику, одједном ми је имала смисла. Још као мала, имала сам тик. Стално сам ударала ствари ногама. Стварање музике ме је ослободило тог проблема. Обично је потребно наћи савршени ритам. Играм се док не добијем темпо који ми се допада. Све остало је попуњавање шупљина.
Основни инструменти које користи су клавијатуре и синтисајзери, понекад уз пратњу гитара. Користи методу слојева, посебно са вокалима. На пример, иако се у песми чује као да постоји један електронски вокал, он је заправо састављен од преко педесет одвојених вокала. Тиме се постиже карактеристични етеричан звук.
Иако свој стил сматра посебним, Грамјс ипак признаје да и она има узоре, као што су Скини папи, Најн инч нејлс, Кокто твинс, Хау ту дрес вел, Свонс, Денди винд, Бијонсе, Мараја Кери, Ауткаст, Данџион фемили, Дрејк и Ди викенд. Сем тога, признаје и утицаје корејског попа и средњовековне музике. Посебно истиче Брук Кенди, стриптизету и реперку из Лос Анђелеса са којом је снимила спот за песму Genesis, а коју описује као веома савремену музу.

## Дискографија
| - (2010, ; 2011, ) - (2010, ; 2011, ) - , /d'Eon/ (2011, ) - (2012, ) | - (2011, режисер Тим Кели) - (2011, режисер Клер Буше) - (2012, режисер Емили Кеј Бок) - (2012, режисер Џон Ландоно) - (2012, режисер Клер Буше) - (2013, режисер Видео Марш) |